# Gaiadendron punctatum
Gaiadendron punctatum es una especie de arbusto perteneciente a la familia Loranthaceae. Es originaria de América desde Nicaragua a Bolivia.

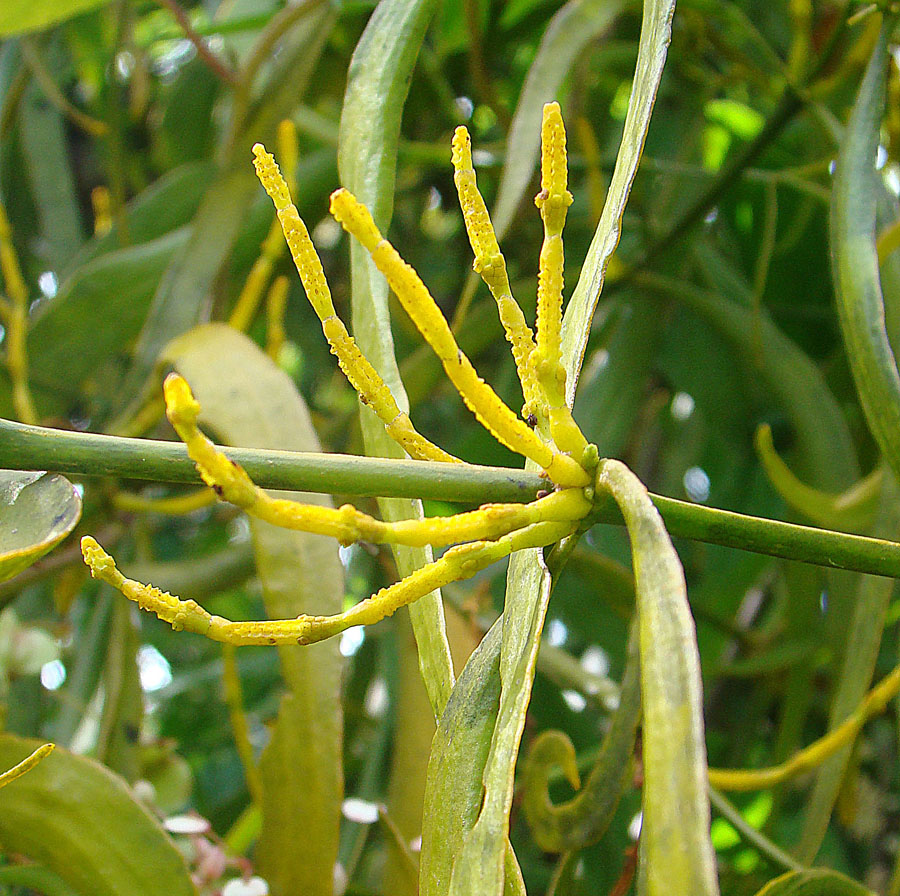
Detalle de la flor

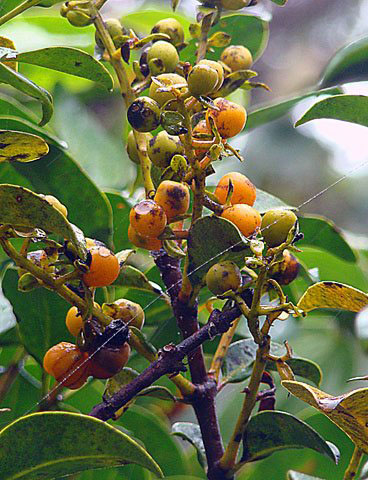
Frutos

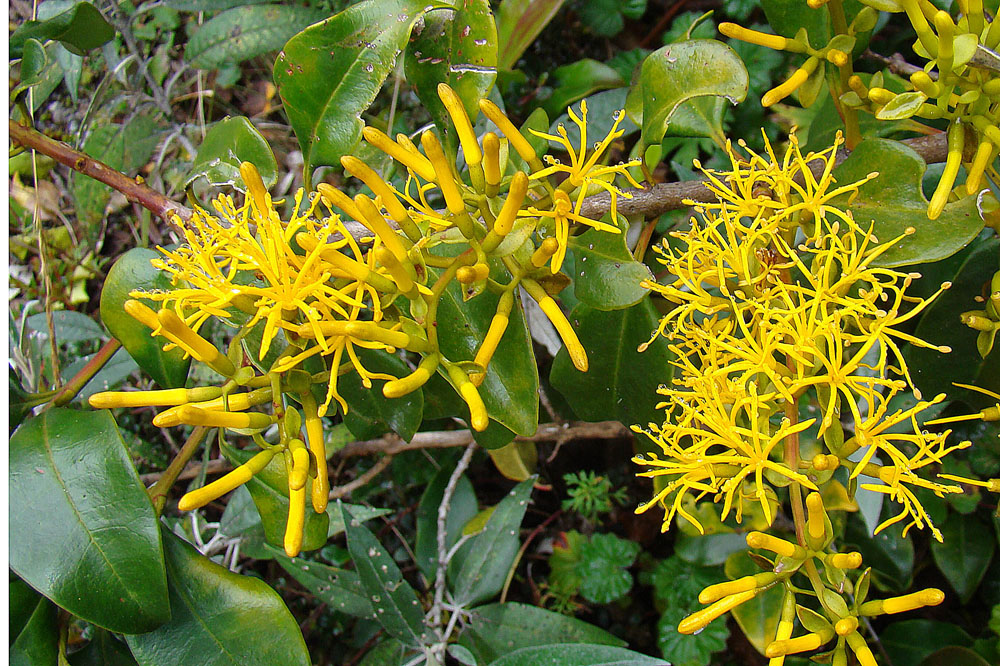
Inflorescencia

## Descripción
Son arbustos o árboles pequeños, parasitando en ramas de árboles o más comúnmente terrestres y parasitando en las raíces de otras plantas, alcanzando hasta 10 m de alto cuando terrestres; son hermafroditas. Las hojas decusadas, ampliamente lanceoladas u obovadas, hasta 8 cm de largo y 4 cm de ancho, el ápice algo atenuado, verde obscuras y lustrosas; con pecíolo de 1 cm de largo. Las inflorescencias se producen  en racimos de  flores amarillo-doradas, cada flor abrazada por una bráctea foliácea y verde. Los frutos son globosos de 1 cm de diámetro, anaranjado opacos; endosperma blanco.

## Taxonomía
Gaiadendron punctatum fue descrita por (Ruiz & Pav.) G.Don  y publicado en A General History of the Dichlamydeous Plants  3: 432 en el año 1834.
Sinonimia
- Gaiadendron breviflorum Hieron.
- Gaiadendron ellipticum (Ruiz & Pav.) Baehni ex J.F.Macbr.
- Gaiadendron lanceolatum (Ruiz & Pav.) Baehni ex J.F.Macbr.
- Gaiadendron laurifolium (Kunth) G.Don
- Gaiadendron macranthum Killip
- Gaiadendron nitidum (Kunth) G.Don
- Gaiadendron poasense Donn.Sm.
- Gaiadendron punctatum var. puracense (Kunth) Steyerm.
- Gaiadendron puracense (Kunth) G.Don
- Gaiadendron puracensis (Kunth) G. Don
- Gaiadendron revolutum Rizzini
- Gaiadendron tagua (Kunth) G.Don
- Gaiadendron tagua var. reductum Rizzini
- Gaiadendron tagua var. revolutum (Rizzini) Rizzini
- Loranthos taguum St.-Lag.
- Loranthus arboreus Mutis ex DC.
- Loranthus ellipticus Ruiz & Pav.
- Loranthus lanceolatus Ruiz & Pav.
- Loranthus lancifolius Poir. ex Roem. & Schult.
- Loranthus laurifolius Kunth
- Loranthus nitidus Kunth
- Loranthus punctatus Ruiz & Pav.
- Loranthus puracensis Kunth
- Loranthus pycnanthus Benth.
- Loranthus tagua Kunth
- Notanthera lanceolata (Ruiz & Pav.) G. Don
- Notanthera lanceolatus (Ruiz & Pav.) G.Don
- Phrygilanthus ellipticus (Ruiz & Pav.) Eichler
- Phrygilanthus lanceolatus (Ruiz & Pav.) Eichler
- Phrygilanthus punctatus (Ruiz & Pav.) Eichler
- Phrygilanthus puracensis (Kunth) Eichler
- Phrygilanthus tagua (Kunth) Eichler
- Scurrula belvisii G.Don
- Taguaria punctata (Ruiz & Pav.) Raf.
- Taguaria puracensis (Kunth) Raf.
- Taguaria vera (Kunth) Raf.[2]

## Nombres comunes
- tagua[3]